# Huikarivier
De Huikarivier is een rivier in Zweden, die door de gemeente Kiruna stroomt. Alleen de Zweedse naam Huikajåkka komt op de officiële lijst van rivieren in Zweden voor. De coördinaten, die meegeleverd zijn, zijn van de plaats waarop de rivier de Birtimesrivier instroomt. Ten noorden van die plaats liggen de meren Noordelijke Huikameer en Zuidelijke Huikameer. Daar weer ten noorden van ligt de Huikaberg en de Huikavallei. Verder ontbreekt elk spoor van de rivier. Wellicht is het de rivier die vanuit het noordoosten het zuidelijke meer instroomt, doch het kan ook een plaatselijke aanduiding zijn van de Muosurivier.
De naam komt in een aantal varianten voor, hetgeen te maken heeft met de oorspronkelijke naam van de Samen: Huikkájohka. Behalve Huikarivier komen ook Huihkajoki en Huikajåkka voor. Er staat in de lijst staat geen lengte genoemd, wat waarschijnlijk betekent dat de rivier korter is dan vijf kilometer.
Afwatering: Huikarivier → Birtimesrivier → meer Vittangimeer → Vittangirivier → Torne → Botnische Golf